# Перлова каша
Перло́ва ка́ша — страва, приготована з перлової крупи. Кашу готують як на молоці, так і на воді.
Перлова каша — корисна їжа, вона містить білки і крохмаль, вітаміни групи В, вітамін А, Е, D, залізо, кальцій, мідь, йод, фосфор, а також велику кількість лізину.

## Цікаві факти
Як дуже швидко зварити перловку
Ми часто недооцінюємо цю корисну крупу й лінуємося готувати її тільки тому, що варити довго. Наприклад, якщо замочити на 12 годин перлову крупу, а потім варити 2–3 години — то результат може бути гірший, ніж за цим рецептом.
Ось спосіб прискорити варіння в рази (загальний час готування — 40 хвилин).
1. Заливаємо склянку перлової крупи довільною невеликою кількістю холодної води й ставимо на плиту на максимум вогню.
2. Після закипання (~ 4–5 хв., кришка напіввідкрита) воду зливаємо.
3. Заливаємо 2,5–3 склянками холодної води крупу й ставимо знову на сильний вогонь (~ 4–5 хв., кришка напіввідкрита)
4. Після закипання забираємо вогонь на самий мінімум, додаємо сіль до смаку, кришку закриваємо.
5. Приблизно через 30 хвилин, після повного випарювання води — перловка готова.